# Amokfahrt zum Pazifik
Amokfahrt zum Pazifik (auch bekannt unter dem internationalen Titel: Death Train to the Pacific) ist ein deutscher Thriller aus dem Jahr 2001 über eine Gruppe von verschiedenen Menschen, die zufällig im Kanada-Express von Winnipeg nach Vancouver zusammentreffen, wobei die Situation eskaliert, insbesondere da der Zug ungebremst durch den Osten Kanadas rast. Es handelt sich um eine Produktion der Polyphon Film- und Fernsehgesellschaft. Der Film wurde erstmals am 4. Januar 2001 im ZDF gezeigt.

## Handlung
Kurz nach der Abfahrt eines Güterzuges in Winnipeg wird im Bahnhof Moose Jaw ein vermeintlicher Giftmülltransport angehängt; tatsächlich handelt es sich hier um den verschleierten Transport des Schwerverbrechers Spencer W. Kaffka. In Calgary wird schließlich ein Salonwagen angehängt, denn Jenny und ihr Verlobter André wollen sich zusammen mit dessen Bruder Boris einen Traumurlaub erfüllen. Zeitgleich lernt Eliza, eine junge Aussteigerin aus Deutschland, in einer Bahnhofskneipe den alten Eisenbahntramp Oskar kennen, der vor Jahren auch aus Deutschland ausgewandert ist; zusammen springen sie nachts heimlich auf den Zug auf.
Zudem beobachtet Lokführer George, wie seine Frau mit seinem Kollegen und besten Freund Junior fremdgeht. Hierbei wird auch angedeutet, dass sein dunkelhäutiger Sohn möglicherweise gar nicht sein leibliches Kind ist. Als er am nächsten Tag ausgerechnet mit diesem Kollegen den Zug weiter bis Vancouver fahren soll, eskaliert unterwegs die Situation zwischen den beiden, weil George seinen Beimann töten will. Als Junior regungslos am Boden liegt, will George nun Suizid begehen, überfährt alle roten Signale und rast ungebremst nach Vancouver.
Gleichzeitig eskaliert die Situation im Zug. So kann sich der Terrorist befreien und verschafft sich Zutritt zum Salonwagen. In eben diesem verliebt sich Boris in seine Schwägerin, die ihm nicht abgeneigt zu sein scheint. Eliza und Oskar bekommen die Kidnappung zufällig mit und können den Verbrecher überwältigen.
Kurz vorm Endbahnhof kann der Lokführer davon überzeugt werden, die ungebremste Fahrt zu beenden. In Vancouver kann zudem der Verbrecher gestellt und in die USA überführt werden. Boris kommt mit Jenny zusammen.

## Hintergrund und Entstehung
Der Film zeichnet sich durch seine grandiosen Landschaftsaufnahmen aus, insbesondere in den Bergen der Rocky Mountains. Außerdem wurde im Bahnbetriebswerk in Calgary gedreht.
Vor dem Zug kommen vor allem die beiden EMD SD40-2-Diesellokomotiven 5941 und 6041 der Canadian Pacific Railway zum Einsatz, teilweise auch in Doppeltraktion. Einige Szenen spielen auch auf einer baugleichen Diesellok mit der Nummer 6063. Außerdem ist im Film eine abgestellte Lok des Typs EMD GP9 zu sehen. Einige Waggons tragen die Aufschrift British Columbia Railway.

## Kritik und Rezeption
Insgesamt ist am Film zu kritisieren, dass er institutionelle Sicherheitssysteme der Eisenbahn vollständig ignoriert. Normalerweise kann ein Zug nicht einfach ungebremst und unbemerkt sämtliche Signale überfahren. Sollte es in der Realität zu einer solchen Situation kommen, bedarf es keines Helden, der die Zuginsassen vor diesem Manko rettet, sondern der Zug wird systemisch zum Stillstand gebracht.

„Das Motiv eines Zugs, der ungebremst und unaufhaltsam seinem Verderben entgegenrollt, findet sich in vielen Spielfilmen aller Zeiten. Spannung ist durch solch eine Story garantiert, meist aber auch massive Unglaubwürdigkeit, was die realen technischen Abläufe bei Eisenbahnen betrifft. Dieser Motivstrang der Filmgeschichte lässt sich nicht nur auf eine sozusagen naturgegebene Suspense-erzeugende Wirkung zurückführen. Zusätzlich kann man ihn auch interpretieren als das unausgesprochene, im Hintergrund aber wirksame Loblied auf jede Art von Individualverkehr, bei dem der Fahrzeugführer vorgeblich jederzeit Kontrolle über Tempo und Richtung seiner Fortbewegung hat, oder mindestens die Möglichkeit dazu; dies gilt übrigens auch für Filme mit Flugzeug- oder Seefahrtthematik. Die Eisenbahn dient von daher gesehen als – irreales – Negativbeispiel davon.“

„‚Traumschiff‘-Produzent Wolfgang Rademann badet auch hier in Klischees.“